# 2007年3月體育
| 2007年體育： | ← \| 1月 \| 2月 \| 3月 \| 4月 \| 5月 \| 6月 \| 7月 \| 8月 \| 9月 \| 10月 \| 11月 \| 12月 \| → |
|              |                                                                                               |

## 3月25日
- 郭晶晶夺得2007年世界游泳錦標賽女子三米板金牌，成为首位在游泳世锦赛上跳水项目4连冠的选手。新华网 Archive.today的存檔，存档日期2013-01-05

## 3月18日
- 2007年世界一級方程式錦標賽展開，首站澳洲大獎賽法拉利車手奇米·雷克南奪得冠軍。